# Élections générales néo-écossaises de 2024
Les élections générales néo-écossaises de 2024 ont eu lieu le 26 novembre 2024 pour élire les membres de la 65e Assemblée législative de la Nouvelle-Écosse.
Le gouvernement sortant de l’Association progressiste-conservatrice de la Nouvelle-Écosse (PC), dirigé par le premier ministre Tim Houston depuis 2021, a convoqué des élections anticipées et a remporté un deuxième gouvernement majoritaire consécutif. C'est la première fois depuis 1984 que les progressistes-conservateurs remportent plus de la moitié du vote populaire, et une supermajorité (c'est-à-dire plus de deux tiers) des sièges de l'Assemblée législative signifie qu'il peut modifier les règles de procédure sans la collaboration des autres partis. En chiffres bruts (mais pas en proportion de sièges), il s’agit de leur plus grande députation. Le Nouveau Parti démocratique de la Nouvelle-Écosse, dirigé par Claudia Chender, forme l'opposition officielle pour la première fois depuis 2006, bien qu'il soit arrivé de justesse troisième en termes de votes. Le Parti libéral de la Nouvelle-Écosse, dirigé par Zach Churchill, enregistre le pire résultat de l’histoire du parti.
Le taux de participation de 45 % est le plus faible de l’histoire de la Nouvelle-Écosse. Il s'agit de la première élection générale en Nouvelle-Écosse où moins de la moitié des électeurs admissibles ont voté.

## Contexte
Lors des élections de 2021, les progressistes-conservateurs ont inclus dans leur plateforme l’engagement d’introduire des élections à date fixe dans la province. En vertu des modifications apportées à la Loi électorale provinciale et adoptées en octobre 2021, les premières élections à date fixe devaient avoir lieu le 15 juillet 2025. Toutes les élections ultérieures devant avoir lieu le troisième mardi de juillet de la quatrième année civile suivant l’élection précédente. Toutefois, l'assemblée générale peut être dissoute plus tôt par ordre du lieutenant-gouverneur de la Nouvelle-Écosse sur avis du premier ministre, ce qui était le cas pour cette élection,.